# 핀란드 식물지
핀란드 식물지(라틴어: Flora Fennica)는 엘리아스 뢴로트의 저술로, 핀란드의 식물상을 정리한 최초의 저술이다. 1860년 출간되었다.
분량이 1,240쪽에 달하며, 900여 종의 표본과 650여 장의 도판을 실었다. 진귀한 식물부터 들판의 잡초에 이르기까지 당대 핀란드에 서식하는 식물을 망라했다. 현대 핀란드에서는 사라졌거나 드물어진 식물들도 실려있다. 뢴로트는 1866년 2월 안데르스 사엘란과 함께 개정판을 냈다.